# Huddinge station
Huddinge är en station på Stockholms pendeltågsnät, belägen vid Huddinge centrum i kommundelen Sjödalen-Fullersta inom Huddinge kommun.

## Beskrivning
Huddinge station ligger mellan stationerna Stuvsta i norr och Flemingsberg i söder på Västra stambanan. Restiden till stationen Stockholm City är cirka 15 minuter. 
Stationen trafikeras av SL:s pendeltåg på spår 2 och 3. Övriga persontåg och godståg passerar stationen på spår 1 och 4.
Huddinge pendeltågsstation består av en biljetthall med entré från en gångtunnel under spårområdet. Rulltrappa upp, hiss eller gångtrappa ned. Gångtunneln går mellan bussterminalen "Huddinge station" och Huddinge centrum med busshållplatsen "Huddinge centrum". Konstnärlig utsmyckning är Du har tid! - Snäckfossil med stjärnsystem, skapad av Nils G. Stenqvist 1986.

## Historia
Huddinge station inrättades 1860 när järnvägssträckan Stockholms södra−Södertälje byggdes. Den kom att ingå i Västra stambanan, den järnvägslinje som då gick mellan Stockholms södra och Göteborg. 
Att en station byggdes här går tillbaka på ett initiativ av Pehr Pettersson, dåvarande ägare på Fullersta gård. Han var en driftig lantbrukare och duglig affärsman och gav mark till Statens Järnvägar mot löftet att få en station anlagd i gårdens omedelbara närhet.
Stationen hade länge en ovanlig lösning med perrongerna för norr- respektive södergående trafik riktade åt varsitt håll från den gamla stationsbyggnaden från 1860. Perrongen för norrgående tåg sträckte sig således norrut bort mot Huddinge kyrka, medan den södergående perrongen låg ungefär där dagens enda perrong ligger.
1986 blev stationen ombyggd till dagens standard med en enda perrong och stationsbyggnad i anslutning till gångtunneln under järnvägsspåren. Då revs också det gamla stationshuset. I den nya pendeltågsstationen fanns det under ytterligare några år kvar ett försäljningsställe för SJ-biljetter. Det stängdes inför invigningen av fjärrtågsstationen Stockholm Syd/Flemingsberg.

## Stationen i svensk film
Bara sex år innan den gamla stationsbyggnaden revs hade den förevigats i form av att scener spelades in där i en spelfilm. I den politiska actionthrillern Mannen som blev miljonär (1980), med bland andra Gösta Ekman, Björn Gustafson, Allan Edwall och Brasse Brännström i stora roller, ägde den stora "slutstriden" mellan Edwalls och Brännströms karaktärer rum just på Huddinge station, och även inne i den historiska stationsbyggnaden. Ekmans rollfigur ska dessutom ta sig till Huddinge med ett pendeltåg ifrån Stockholm, men kan på grund av ett astmaanfall aldrig ta sig av tåget när det stannar i Huddinge.

## Historiska bilder

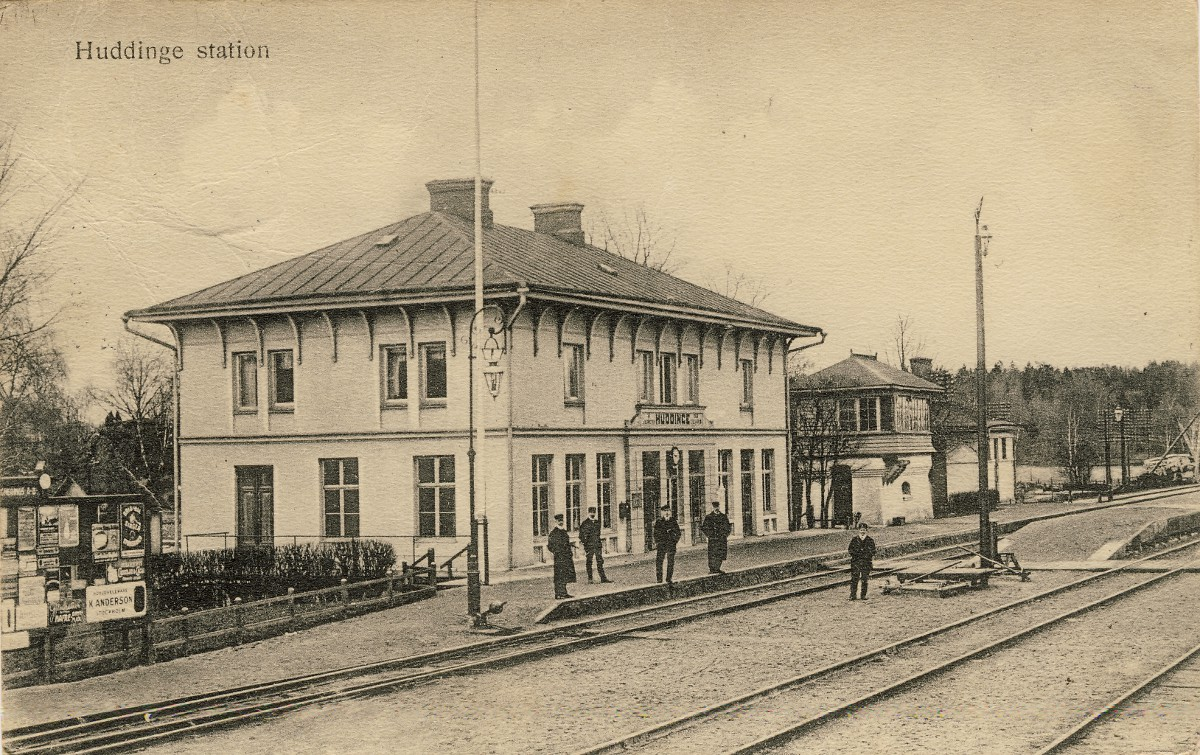
Stationshuset 1917
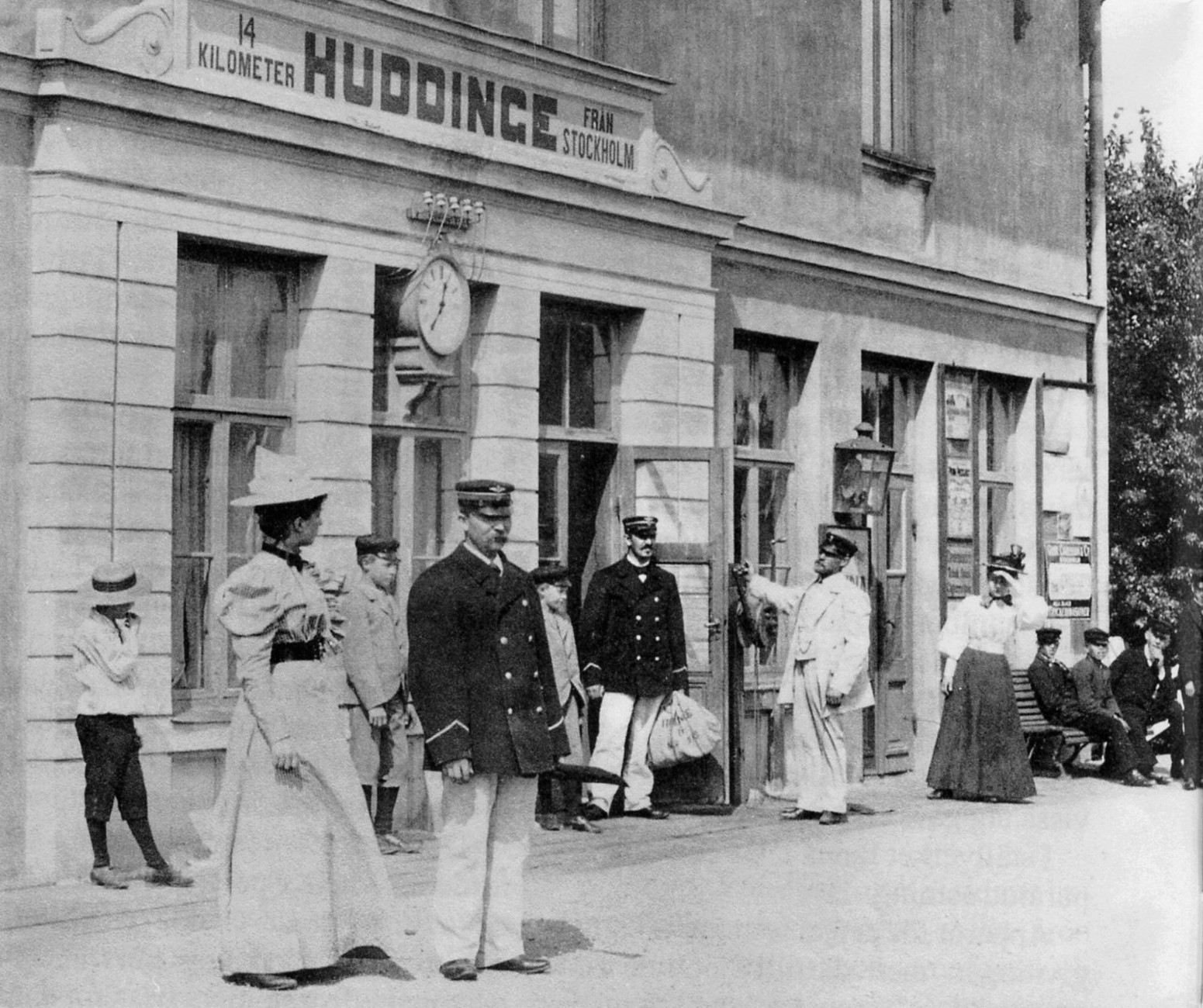
"Huddinge 14 kilometer från Stockholm", Huddinge station år 1900
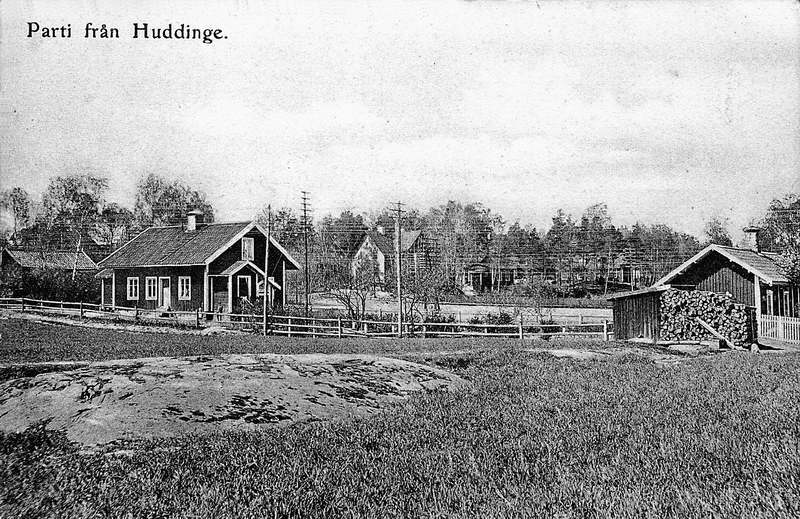
Banvaktstuga 12 – låg 60 meter söder om Huddinge station

### Utbyggnadstakt
- 1903: Från Huddinge byggdes dubbelspår söderut till Rönninge.
- 1908: Dubbelspår norrut från Huddinge till Älvsjö station.
- 1926: Elektrifiering
- 1967[källa behövs]: All lokal persontrafik togs över av SL
- 1987: Fyrspår Stuvsta–Huddinge
- 1988: Fyrspår Huddinge–Flemingsberg

## Nutida bilder

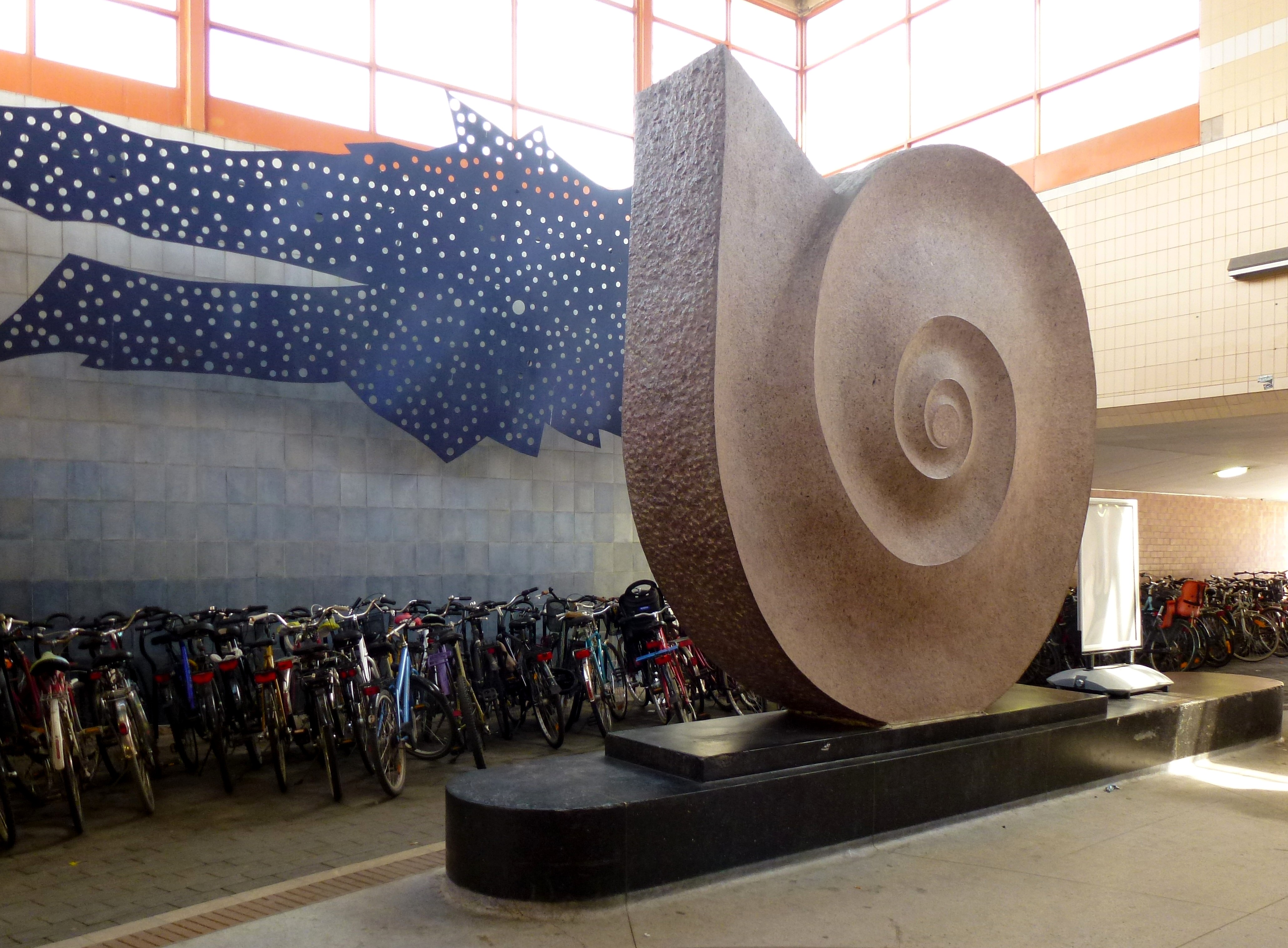
Nils G. Stenqvists "Snäckfossil"
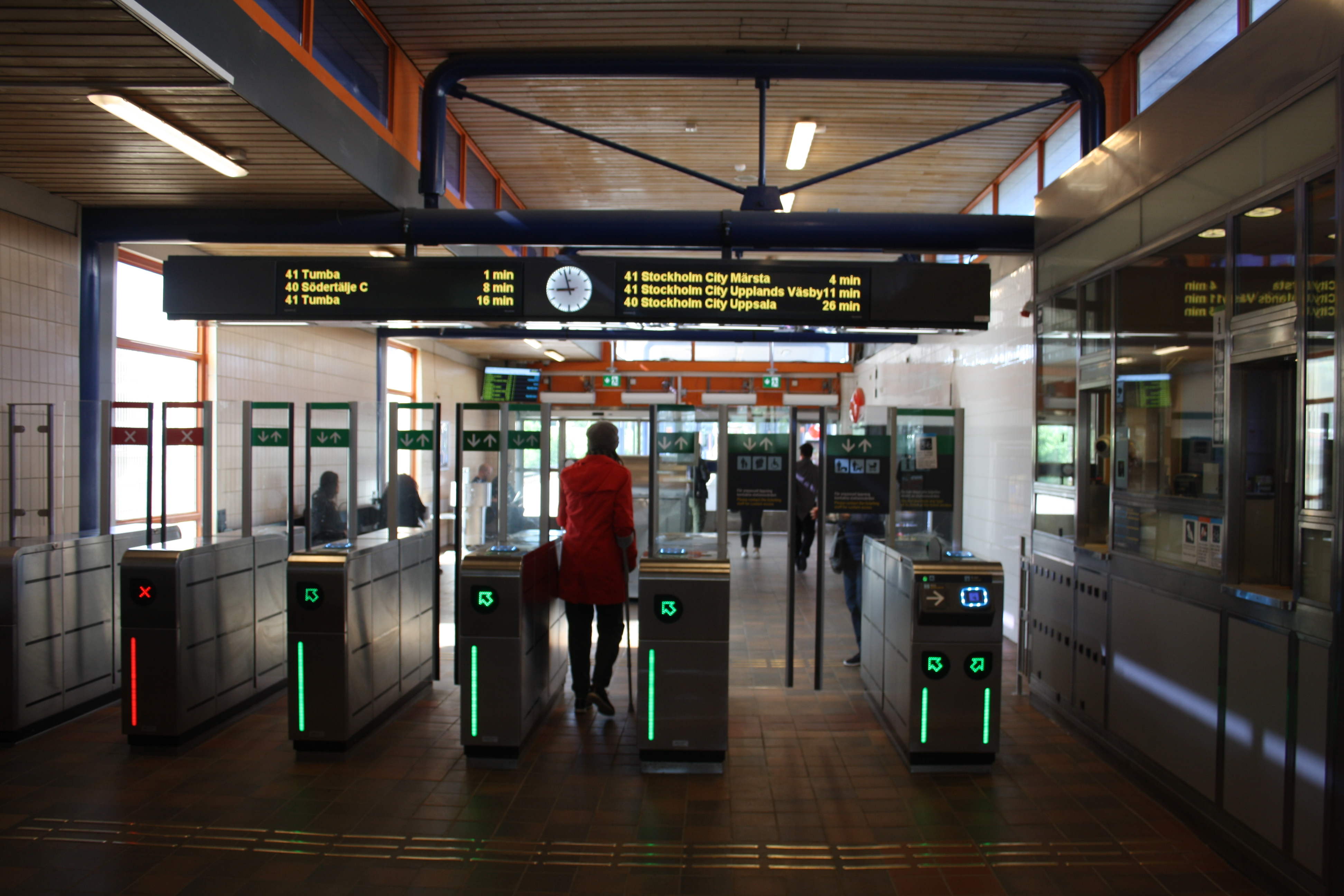
Biljetthallen
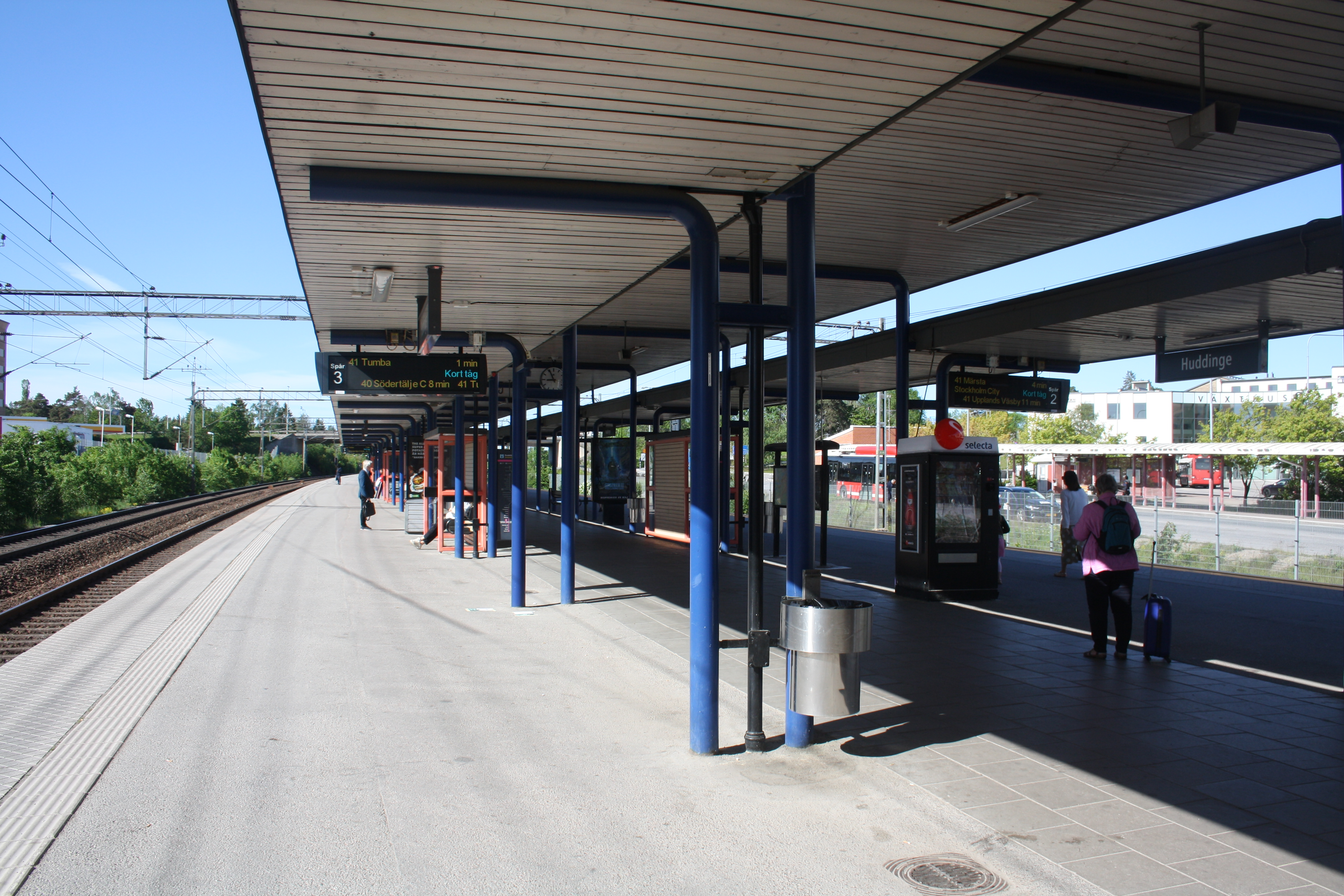
Perrongen
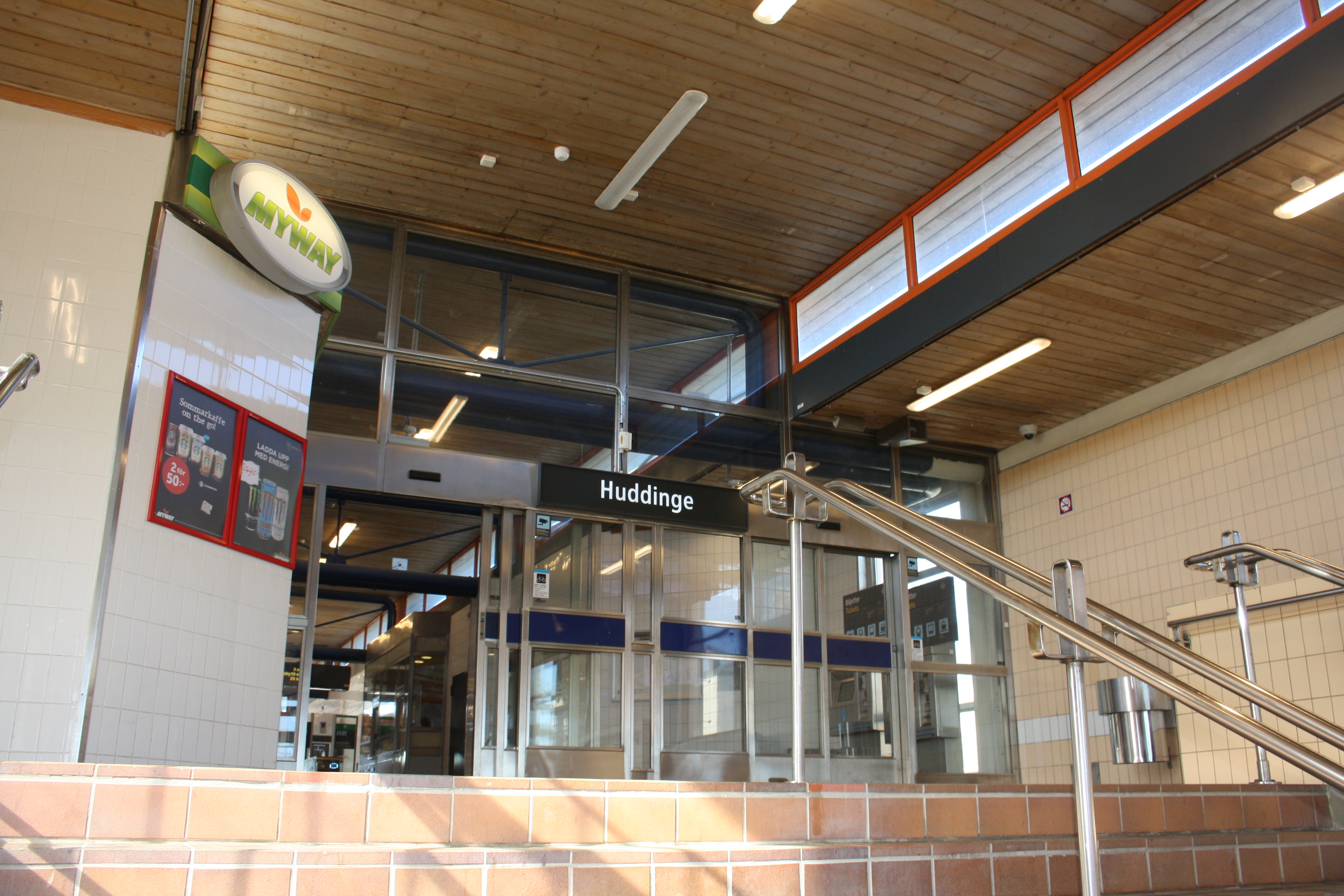
Ingång
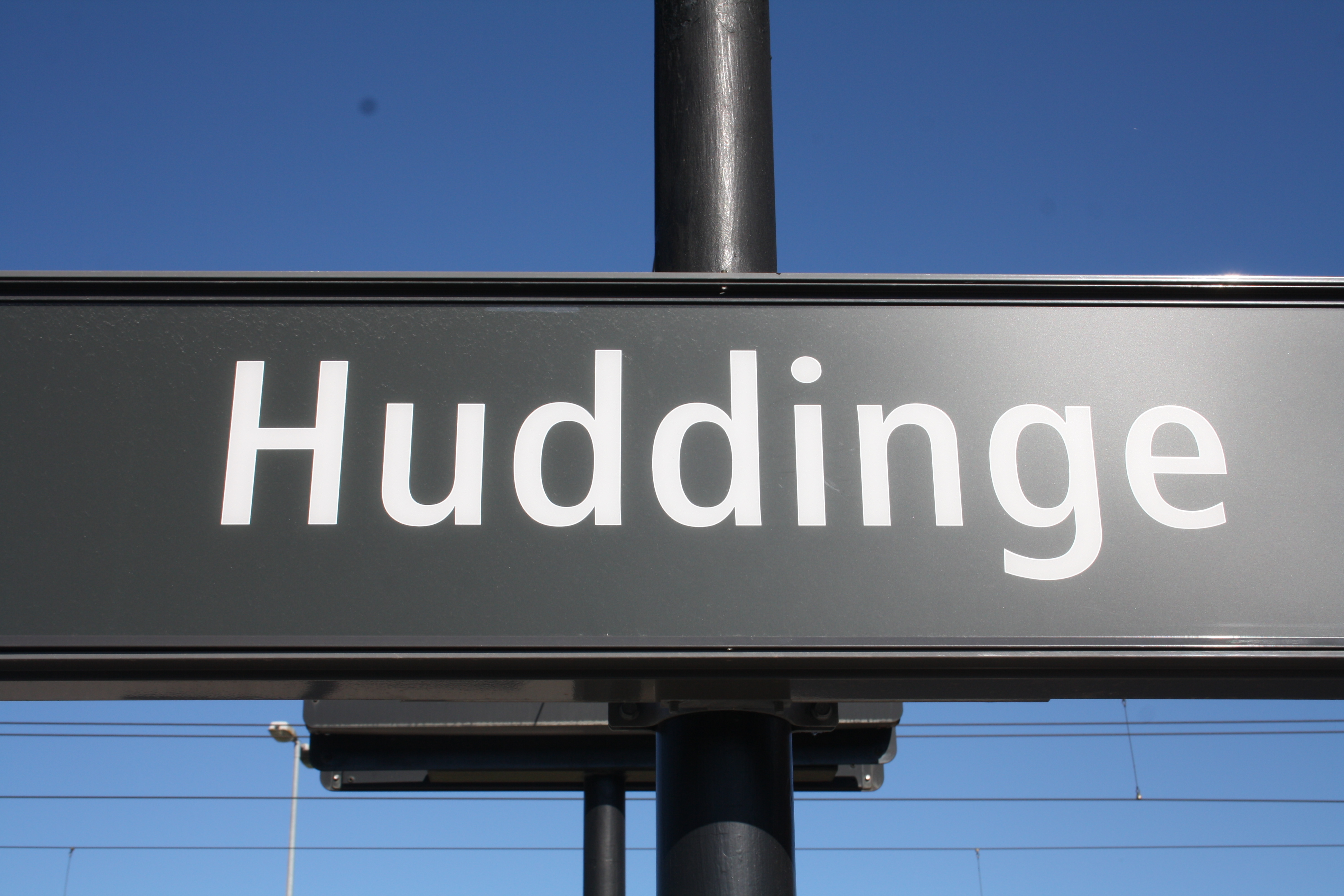
Stationsskylt
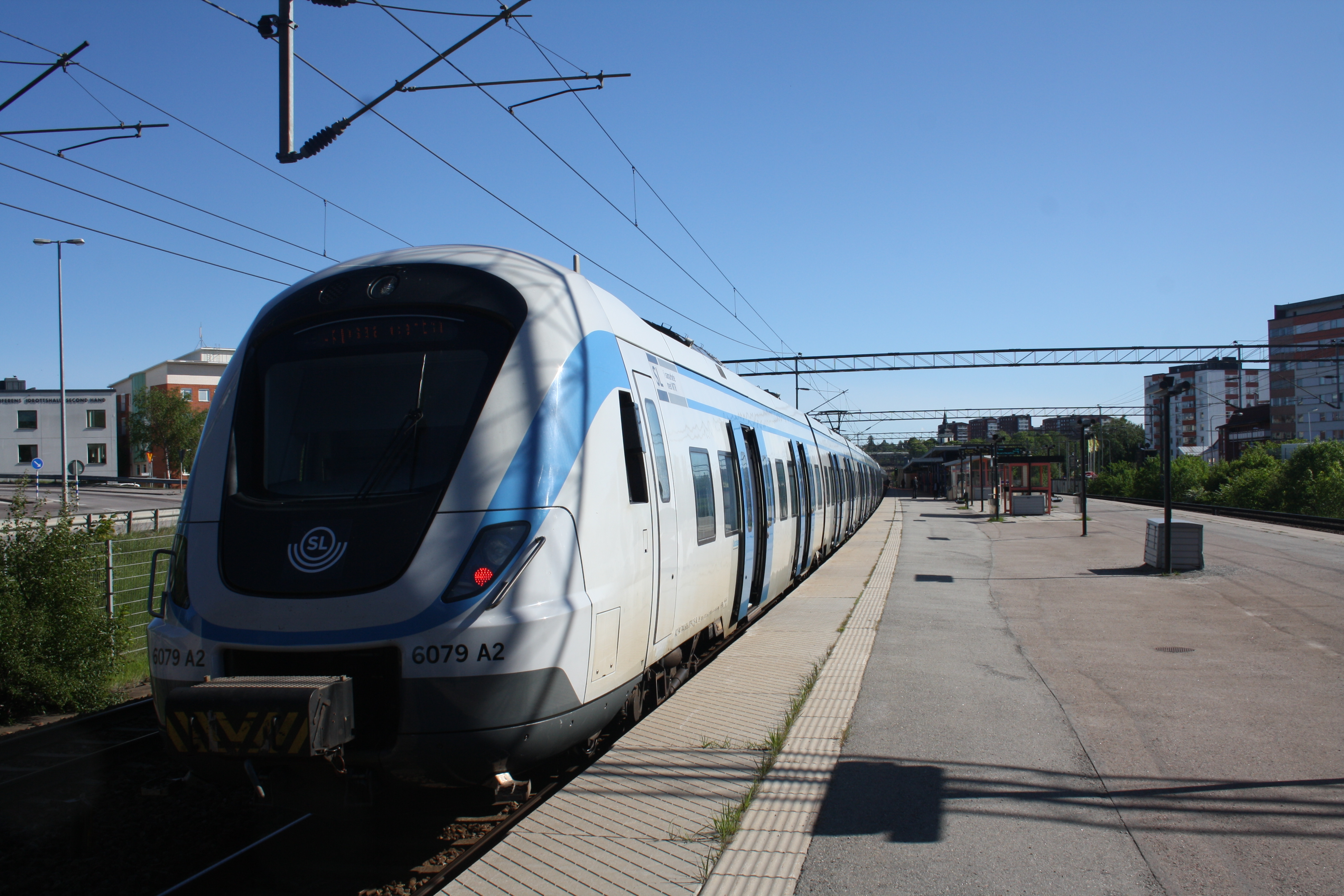
Perrongen